# Cayey
Cayey es un municipio de unos 50.000 habitantes situado en el área central del Estado Libre Asociado de Puerto Rico al suroeste de Caguas, Puerto Rico. La sierra de Cayey obtiene su nombre de este pueblo. Cayey está repartida en 21 barrios y Cayey Pueblo, es el centro urbano y administrativo del Municipio de Cayey.

## Barrios
Los barrios de Cayey son Pueblo, Beatriz, Cedro, Cercadillo, Culebras Alto, Culebras Bajo, Farallón, Guavate, Jájome Alto, Jájome Bajo, Lapa, Matón Abajo, Matón Arriba, Montellano, Pasto Viejo, Pedro Ávila, Piedras, Quebrada Arriba, Rincón, Sumido, Toíta y Vegas.

## Historia
El nombre de Cayey proviene de la sierra con el mismo nombre y significa en arauco "un lugar del agua". La palabra Cayey, aparece citado por primera vez en el 1519, aplicado a dos indígenas, en la probanza de Juan González al cacique Cayey en 1532. Antes de fundarse el pueblo este aparecía escritos en diferentes maneras: Cayey, Cahey, Cayei, Calley y Caiyey. Cayey fue fundada el 17 de agosto de 1773 por Don Juan de Mata Vázquez quien fue su alcalde los primeros diez años.
Hasta el 1805 se escribía Calley y Cayey ya que de ambas maneras estaban aceptadas, pero actualmente se quedó con el nombre de Cayey. A pesar de que Fray Iñigo Abad recelaba del éxito de la fundación, en el 1898 durante el cambio de soberanía, el pueblo tenía 14,442 habitantes. Para ese entonces Cayey formaba parte del municipio de Coamo.
En lo que es hoy el Municipio de Cayey existió el poblado indígena de Toíta, que estaba situado en los márgenes del Río la Plata y era un cacicazgo subalterno. Don Miguel de Muesas era el Gobernador de Puerto Rico en el momento de la fundación de Cayey. Durante su incumbencia se fundaron siete pueblos en la Isla. Como mostraba por Cayey mayor simpatía e interés, se llamó Cayey de Muesas.

El pueblo de Cayey comenzó con seis o siete casas en torno a su plaza e iglesia. El resto de la población estaba dispersa en el campo. La primitiva iglesia fue de madera. En 1827, se terminó el camino que unía a Cayey con Caguas, el de Ponce se construyó en el 1829, comenzándose al siguiente año el que conducía a Cidra. Para el 1854, se inauguró el puente sobre la carretera de Cayey a Cidra; en 1878, se construyó la carretera hacia Abonito y en 1895 se hizo carretera de Cayey - Arroyo por Guayama.
La primera población de este territorio fue el yucayeque Toíta, que estuvo situado a poca distancia al noroeste del actual pueblo. Su cacique, Cayey, que dio nombre al municipio, tuvo un fin trágico. Fue uno de los jefes de la insurrección taína de 1511. Una vez vencida ésta el conquistador Juan González Ponce de León lo capturó; después, fue desterrado a la isla Española y allí vendido como esclavo. En 1645 fray Damián López de Haro, en las Constituciones sinodales, hizo referencia a un hato "llamado Cayey, con otros hatillos que tiene circunvecinos", distante seis leguas de Coamo.

A mediados del siglo XVIII la población de Puerto Rico se encontraba dispersa en territorios alejados de los centros poblados y carentes de los servicios religiosos. El Mariscal Alejandro O'Reilly, en sus Memorias, destaca este hecho y sus consecuencias negativas sobre la sociedad en formación. En 1765 el Rey Carlos III dirigió una "Instrucción" al Gobernador de Puerto Rico en la cual le ordenó fundar varios pueblos, entre otros lugares, en Cayey, señalando como características favorables de esta región la fertilidad de sus tierras y el clima sano.

## Geografía

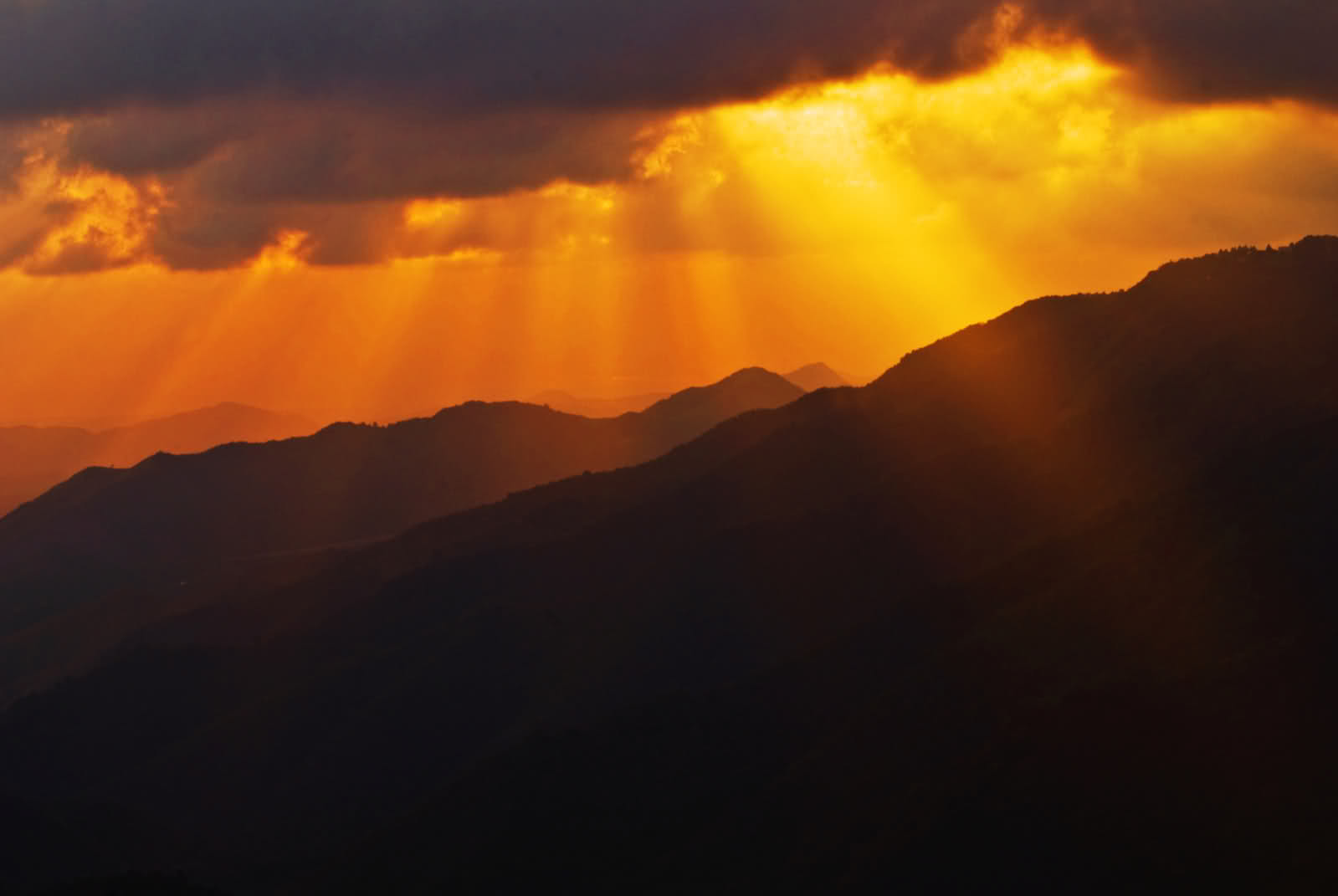
Puesta de sol en Jajome, Cayey.

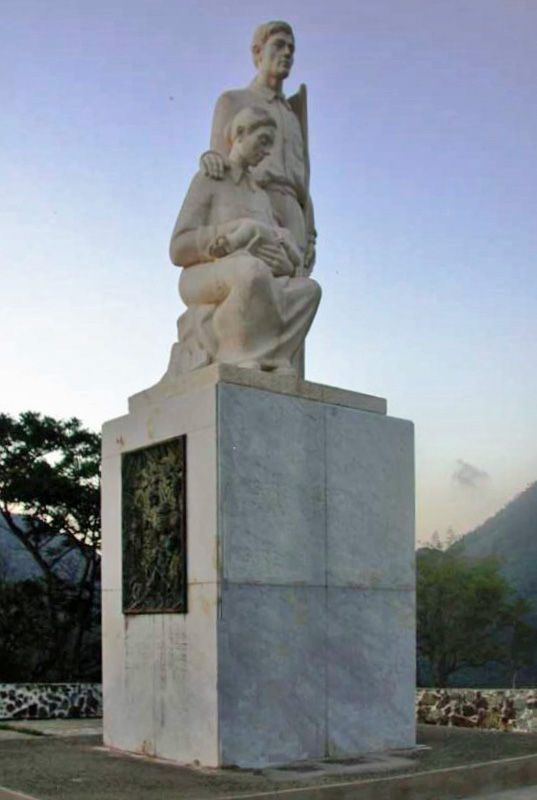
Monumento al Jíbaro Puertorriqueño.

Su clima fresco se debe a su privilegiada ubicación entre las montañas de la Sierra de Cayey. Es sede de la Universidad de Puerto Rico, uno de los principales recintos del sistema de la UPR y la única institución de artes liberales en el Caribe. Es considerado el campus más precioso de toda la región caribeña, por su agradable paz y centros culturales.
Es el único sitio en el mundo donde existe El Coquí Dorado, en el Bosque de Guavate, hoy en día se encuentra en extinción. Del Barrio de Farallón nace el río de la Plata, el más largo de Puerto Rico, que cruza hasta el norte de la isla.
Himno
Cayey se remonta a lo que era el poblado indígena llamado Toíta en las márgenes del Río la Plata. Se cita a Cayey por primera vez en el 1519, luego en el 1532 en la poblanza de Juan González, por el obispo Fray Damián López de Haro (1645), en 2 bautismos en el año 1757 y en instrucciones al gobernador en 1765. El pueblo aparece escrito antes de fundarse como: Cayey, Cahey, Cayei, y Caiyey. En 1805, aparece como Calley manteniéndose el nombre como Cayey. El 2 de junio de 1773, recibieron poder los vecinos para la fundación del pueblo. El 17 de agosto de 1773 Juan Mata Vazquez, fundador del pueblo, quedó como el primer alcalde de Cayey. Donó los terrenos que hoy son parte del pueblo. Cayey tenía de 6 a 7 casas y una iglesia. La iglesia era de madera y ya para 1787 se había construido la capilla y dos sacristías. Se termina la construcción en 1813 y en 1846 se añade el atrio, el campanario y el reloj (1893). En 1850 el municipio era considerado de segunda clase.

### Iglesia de Cayey
Iglesia de Cayey se fundó bajo la advocación de Nuestra Señora de la Asunción y el patronato de San Isidro Labrador. En 1794 la parroquia se separó de Coamo, siendo nombrada como categoría de entrada el 20 de abril de 1858 y ascenso el 22 de julio de 1896. El camino entre Cayey y Caguas se terminó en 1827. Ya para 1854 se inauguraba el puente de la carretera de Cayey a Cidra. En 1878 se construía la carretera hacia Aibonito y la carretera de Cayey-Arroyo en 1895. Cuando llegan los estadounidenses al poder Cayey contaba con 14,442 habitantes. En cuanto a la educación para el 1853 había una escuela pública con 41 alumnos varones y para el 1876 la cantidad de escuelas aumentó a siete. En 1866 se estableció el teléfono administrado por Máximo Vázquez. En 1875 la carretera central pasaba por Cayey y en 1878 desaparecieron los barrios Carite Arriba y Carite Abajo, surgiendo Cedro y Vegas. Los barrios Culebra y Jájome se dividieron en Culebras Alto y Culebras Bajo y Jájome Alto y Jájome Bajo. La comunicación estaba a cargo del administrador de la oficina de correos Máximo Vázquez (1866), lográndose también una línea telefónica que comunicaba a los pueblos de Cayey y Caguas. En 1895, Cayey era un municipio de primera clase. El acueducto se inauguró en 1909 y el alcantarillado en 1916.

## Educación

### Escuelas públicas de nivel superior
En Puerto Rico el nivel superior corresponde al ciclo de noveno grado (Grado 9), décimo año (Grado 10), undécimo año (Grado 11), y duodécimo año (Grado 12). Es correspondiente a “high school” en el sistema norteamericano, bachillerato en España y Latinoamérica y lo que en otros países se denominan liceos.

#### Escuela Benjamin Harrison
La Escuela Benjamin Harrison de Cayey (Benjamin Harrison School) es una escuela superior vocacional del sistema de educación público de Puerto Rico que sirve a poco más de 750 estudiantes. Estos provienen en su mayoría de zonas rulares de los pueblos colindantes de Abonito, Caguas, Cidra, Guayama y Salinas. Aproximadamente el 70 % del estudiantado está clasificado bajo nivel de pobreza. 
La escuela Benjamin Harrison funciona como escuela superior desde el año 1918 hasta el 1958, cuando dejó de ser una escuela exclusivamente académica para convertirse en una Escuela Superior con Ofrecimientos Vocacionales. Para el 1972, en un cambio de estrategia, el Departamento de Instrucción Pública asigna el estatus de la Escuela Benjamin Harrison como Escuela Superior Vocacional. Esto significaba que la escuela Benjamín Harrison tendría ahora más de 11 ofrecimiento vocacionales. Entre los ofrecimientos que se añadieron estuvieron: Radio y Televisión, Refrigeración y Electromecánica.
Para el año 1974 la escuela paso a ser una Escuela Superior Vocacional de Área, lo que implicaba dar servicios a los pueblos del área central de Puerto Rico que comprendían los municipios de Abonito, Caguas, Cidra, Guayama y Salinas. En respuesta a los modernos avances tecnológicos la escuela se transforma, en agosto del 1990 como el 1er. Centro Educativo de Tecnología Avanzada de Puerto Rico. Tres años después (1993) a través del Instituto de Reforma Educativa y en virtud de la Ley 18 de 16 junio de ese mismo año la escuela se convierte en escuela de la comunidad.

#### Escuela Miguel Melendez Muñoz
La Escuela Superior Miguel Meléndez Muñoz se estableció en el 1972 bajo el nombre Escuela Superior Sector Campamento. Siendo un desligue de parte de la matrícula de la Escuela Superior Benjamin Harrison. En el 1977 se renombró como Escuela Superior Miguel Meléndez Muñoz.

## Radio
La emisora de radio WLEY comenzó a ofrecer sus servicios el 3 de diciembre de 1965. 

## Diarios
En distintas épocas se escribieron los periódicos: El Porvenir, El Escalpelo, Cayey News Letter, Demócrata, El Ideal, La Opinión, El Arco iris, El Heraldo de Cayey, Heraldo Escolar, Oriente Socialista, Juventud y la Voz de Cayey, Cultura, El Correo de Torito, Cayey, y Surco. Hoy en día, La Opinión continúa circulando en el pueblo, formando un importante medio de noticias locales, regionales y nacionales para los Cayeyanos.

## Presencia del ejército de los Estados Unidos
En el pasado fue utilizado por el ejército de las Estados Unidos como el campamento Henry Barracks. Teniendo parte de sus territorios al sur del barrio Montellano donde había tres torres de comunicación del ejército estadounidense para los años 1930, siendo las más altas del mundo en aquel entonces.

## Clima
El clima de Cayey es húmedo, lluvioso y frío, el área del pueblo se encuentra a casi 1500 pies de altura, por lo cual el clima es subtropical de altura. El récord de temperatura máxima es de 94 °F y mínima de 45 °F. El promedio anual de lluvia es de 2.540 mm y el récord de máxima precipitación en 24 h es de 530 mm de lluvia.
| Parámetros climáticos promedio de Cayey, Puerto Rico | Parámetros climáticos promedio de Cayey, Puerto Rico | Parámetros climáticos promedio de Cayey, Puerto Rico | Parámetros climáticos promedio de Cayey, Puerto Rico | Parámetros climáticos promedio de Cayey, Puerto Rico | Parámetros climáticos promedio de Cayey, Puerto Rico | Parámetros climáticos promedio de Cayey, Puerto Rico | Parámetros climáticos promedio de Cayey, Puerto Rico | Parámetros climáticos promedio de Cayey, Puerto Rico | Parámetros climáticos promedio de Cayey, Puerto Rico | Parámetros climáticos promedio de Cayey, Puerto Rico | Parámetros climáticos promedio de Cayey, Puerto Rico | Parámetros climáticos promedio de Cayey, Puerto Rico | Parámetros climáticos promedio de Cayey, Puerto Rico |
| Mes                                                  | Ene.                                                 | Feb.                                                 | Mar.                                                 | Abr.                                                 | May.                                                 | Jun.                                                 | Jul.                                                 | Ago.                                                 | Sep.                                                 | Oct.                                                 | Nov.                                                 | Dic.                                                 | Anual                                                |
| ---------------------------------------------------- | ---------------------------------------------------- | ---------------------------------------------------- | ---------------------------------------------------- | ---------------------------------------------------- | ---------------------------------------------------- | ---------------------------------------------------- | ---------------------------------------------------- | ---------------------------------------------------- | ---------------------------------------------------- | ---------------------------------------------------- | ---------------------------------------------------- | ---------------------------------------------------- | ---------------------------------------------------- |
| Temp. máx. abs. (°C)                                 | 30                                                   | 31                                                   | 33                                                   | 31                                                   | 32                                                   | 33                                                   | 34                                                   | 33                                                   | 34                                                   | 34                                                   | 31                                                   | 30                                                   | 34                                                   |
| Temp. máx. media (°C)                                | 23                                                   | 24                                                   | 24                                                   | 26                                                   | 28                                                   | 28                                                   | 29                                                   | 30                                                   | 29                                                   | 28                                                   | 26                                                   | 25                                                   | 25.6                                                 |
| Temp. mín. media (°C)                                | 16                                                   | 16                                                   | 17                                                   | 18                                                   | 20                                                   | 20                                                   | 21                                                   | 21                                                   | 20                                                   | 19                                                   | 18                                                   | 17                                                   | 18.5                                                 |
| Temp. mín. abs. (°C)                                 | 7                                                    | 8                                                    | 7                                                    | 10                                                   | 12                                                   | 16                                                   | 16                                                   | 17                                                   | 11                                                   | 10                                                   | 9                                                    | 8                                                    | 7.0                                                  |
| Precipitación total (mm)                             | 105                                                  | 58                                                   | 54                                                   | 94                                                   | 194                                                  | 111                                                  | 106                                                  | 133                                                  | 142                                                  | 129                                                  | 202                                                  | 144                                                  | 1289                                                 |
| Fuente: Weather Channel 11 de mayo de 2009           |                                                      |                                                      |                                                      |                                                      |                                                      |                                                      |                                                      |                                                      |                                                      |                                                      |                                                      |                                                      |                                                      |

## Toponimia
El nombre de Cayey proviene del cacique Cayey, pero su nombre oficial es Cayey de Muesas, este último es del entonces Gobernador Español de Puerto Rico para la época: Miguel de Muesas y como éste sintió más simpatía por el pueblo en agradecimiento le pusieron como apellido "De Muesas". También se le conoce como la Ciudad de las Brumas, por su manto majestuoso que arropa en cada madrugada a este pueblo. También se le conoce como La Ciudad del Torito, siendo referencia a la Sierra del Torito.
Alcaldes de Cayey
- 1900 - Pedro Rivera Collazo
- 1900 Jesús Hernández
- 1901 - Cornelia Ortiz
- 1901 - A.G. Agüero
- 1901 - Francisco Candelas
- 1904 - Pedro Rivera Collazo
- 1907 - César María Ortiz
- 1914 - Heraclio Mendoza
- 1921 - César María Ortiz
- 1924 - Benigno Fernández García Méndez
- 1927 - Abelardo García Méndez
- 1929 - Baltazar Mendoza
- 1932 - Bernardino Vázquez
- 1934 - Francisco Fernández
- 1935 - Pedro Quintana Vázquez
- 1941 - José Mendoza
- 1946 - Roberto Díaz
- 1948 - Francisco Colón Juliá
- 1957 - José Juan Meléndez
- 1962 - Santiago Berríos
- 1965 - Rafael Coca Navas
- 1973 - Leonides "Johnny" Toledo Rivera
- 1988 - Daniel "Junior" Oquendo Figueroa
- 1997 Hasta el Presente - Rolando Ortiz Velázquez

## Personajes destacados
- Marta Aponte Alsina - Novelista, cuentista, ensayista, crítica literaria y editora.
- Andrea Cruz - Cantante y gestora cultural.
- Wisin & Yandel - Cantantes de reggaeton.
- Alexis & Fido - Cantantes de reggaeton.
- Luis Guzmán - Actor boricua.
- Luis César Rivera - Escritor y poeta.
- Laura Carmine - Actriz puertorriqueña.
- Miguel Melendez Muñoz - Un talentoso escritor puertorriqueño.
- José Piculín Ortiz
- Rei Ortiz - Productor y cantautor
- Pedro Montanez - Famoso boxeador, miembro del Salón Internacional de la Fama del Boxeo
- Ramón Frade Leon - Pintor, arquitecto, ingeniero y agrimensor. Fue uno de los pintores activos a comienzos del siglo XX en Puerto Rico. Vivió los primeros años de su vida en la República Dominicana, donde inició sus estudios de arte en la Escuela Municipal de Dibujo de Santo Domingo y recibió lecciones del pintor realista francés Adolphe Laglande. También asistió al taller del pintor dominicano Luis Desangles en 1893. Luego de permanecer unos años en Puerto Príncipe, Haití, regresó a Puerto Rico en 1902 y posteriormente viajó por Latinoamérica, Francia e Italia. En 1927 completó estudios de arquitectura por correspondencia, y se desempeñó también como ingeniero civil y agrimensor. Su obra artística se caracteriza por el realismo académico con que presenta el paisaje y el paisanaje puertorriqueños. Su representación del campesino en la obra El pan nuestro, de 1905, se ha convertido en icono del arte puertorriqueño.
- Eugenio Fernández Méndez- (1924-1994) Antropólogo, Historiador, poeta, coleccionista de Arte Latinoamericano y Haitiano y Profesor Emérito de la Universidad de Puerto Rico. Inicia la teoría antropológica que concibe el origen de las culturas arahuacas, descendientes de diversas culturas mesoamericanas y suramericanas. Hoy día jóvenes antropólogos como Osvaldo Garcia Goyco y Reniel Rodríguez Ramos han levantado evidencia que confirma tales teorías originarias. Autor de varios libros fundamentales de nuestra cultura como Crónicas de Puerto Rico, Historia Cultural de PR, Arte y Mitología de los Indios Taínos entre otros. Fue el Primer Presidente de La Junta de Directores del ICP. Descansan sus restos en el Cementerio Municipal de Cayey.
- VF7